# 小行星1080
小行星1080（1080 Orchis）是一颗围绕太阳公转的小行星。1927年8月30日，卡爾·威廉·萊茵姆特在海德堡发现了此天体。
該小行星以紅門蘭命名。
这颗小行星的绝对星等为12.31等。